# 戸田書店
戸田書店（とだしょてん）は、静岡県静岡市清水区に本社を置く書籍小売チェーン。

## 概要
静岡県を中心に、山形県、埼玉県、山梨県、群馬県、新潟県に店舗があり、かつては青森県、秋田県、千葉県、東京都、長野県、三重県、宮崎県、沖縄県にも店舗があった。
フラグシップ店舗として静岡駅前（静岡市葵区紺屋町・旧長崎屋静岡店）に約3000m2の静岡本店を展開していた。再開発事業のため一旦閉店し、再開発完了後の2010年3月、新築ビル葵タワー内に再オープン。葵タワーB1・1・2の3フロアに展開していたが、2020年7月26日に閉店した。今後は清水区の江尻台店を本店格として運営する。
2016年8月に丸善ジュンク堂書店と業務提携を発表。2020年3月以降、順次一部店舗の運営を丸善ジュンク堂書店へ移管している。移管された店舗は従来通り「戸田書店」の屋号で営業しているが、店舗案内では「(MJ)」を付して区別しているほか、ネット注文の取次サイトがトーハンの「e-hon」から大日本印刷の「honto」に変更されている。